# Bicaubittacus mengyangicus
Bicaubittacus mengyangicus is een schorpioenvlieg uit de familie van de hangvliegen (Bittacidae). De wetenschappelijke naam van de soort is voor het eerst geldig gepubliceerd door Tan & Hua in 2009.
De soort komt voor in China.